# Hummet

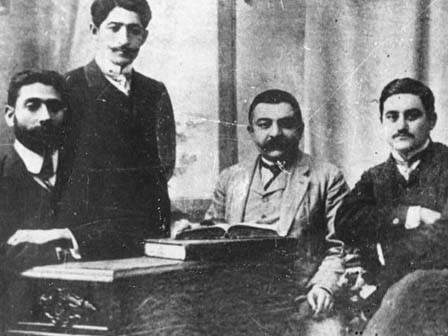
Fundadors del partit Hummet.

Hummet (en àzeri Hümmət) és el nom d'un partit polític de tendència socialista creat pels musulmans de l'Azerbaidjan, que va actuar en tot el període de la Revolució Russa i els anys anteriors i següents.
El seu nom complet era Partit Socialista Musulmà, i estava estretament aliat a l'Adelet (nom del Partit Comunista de l'Azerbaidjan Persa). El 1920, el partit va prendre el poder a l'Azerbaidjan (a l'abril) i es va fusionar amb el grup comunista rus a Bakú, de la qual unió en va resultar el Partit Comunista de l'Azerbaidjan. El primer govern comunista del país (1920) estava format per àzeris de l'ala esquerra del Hummet i de l'Adelet.